# Scarlet Witch
Scarlet Witch (Wanda Maximoff) là một nhân vật hư cấu xuất hiện trong truyện tranh Mỹ do Marvel Comics xuất bản. Nhân vật được tạo ra bởi nhà văn Stan Lee và nghệ sĩ Jack Kirby. Lần xuất hiện đầu tiên của cô là trong The X-Men #4 (tháng 3 năm 1964) trong Silver Age of Comic Books. Ban đầu được cho là có khả năng thay đổi xác suất, Scarlet Witch đã được mô tả như một phù thủy quyền năng từ những năm 1980 và sau đó được cho là đủ mạnh để thay đổi thực tế. Trong phần lớn lịch sử truyện tranh của mình, cô ấy được miêu tả là một dị nhân, một thành viên của một phân loài hư cấu của con người được sinh ra với "gen X" ban cho khả năng và đặc điểm siêu phàm. Điều này đã được sửa đổi thông qua một cốt truyện năm 2015 xác nhận rằng những đặc điểm siêu phàm của cô ấy là kết quả của cuộc thử nghiệm được thực hiện bởi High Evolution khi cô ấy còn nhỏ.
Scarlet Witch lần đầu tiên được mô tả như một siêu siêu nhân bất đắc dĩ cùng với người em trai song sinh Pietro Maximoff / Quicksilver, cả hai đều là thành viên sáng lập của Brotherhood of Mutants. Một năm sau khi ra mắt, cô gia nhập đội siêu anh hùng Avengers và kể từ đó thường được miêu tả là thành viên bình thường của đội đó hoặc các đội liên quan (chẳng hạn như West Coast Avengers và Force Works). Năm 1975, cô kết hôn với người máy đồng đội Vision của mình, sau đó sử dụng lực lượng ma thuật mượn để làm cho mình mang thai, kết quả là sinh đôi hai con trai William ("Billy") và Thomas ("Tommy"). Những câu chuyện vào năm 1989 đã xóa sổ Tommy và Billy khỏi sự tồn tại (sau đó họ sẽ xuất hiện trở lại với tư cách là những anh hùng được gọi là Wiccan và Speed) và loại bỏ cảm xúc của Vision, dẫn đến việc hủy hôn của anh và Wanda.
Cốt truyện và nguồn gốc trong vũ trụ của nhân vật đã thay đổi nhiều lần. Trong những năm 1960, cô và Quicksilver được cho là cặp song sinh đột biến của hai bố mẹ là người Romani , Django và Marya Maximoff. Sau đó, người ta nói rằng những đứa trẻ đã được nhận nuôi, được trao cho Maximoffs bởi nhà di truyền học được gọi là Tiến hóa cao , để lại nguồn gốc thực sự của chúng là một bí ẩn. Năm 1974, người ta nói rằng cha mẹ của họ là những anh hùng Thời đại hoàng kim Bob Frank / Whizzer và Madeline Joyce Frank / Hoa hậu Mỹ. Wanda sau đó tự gọi mình là Wanda Frank trong một thời gian. Năm 1982, Magneto kết luận ông là cha của Wanda và Pietro. Năm 2014, Avengers & X-Men: AXIS tiết lộ Pietro và Wanda không liên quan đến Magneto. Vào năm 2015, cặp song sinh phát hiện ra họ không phải là dị nhân và những đặc điểm siêu phàm của họ là kết quả của các thí nghiệm của High Evolution. Loạt phim Scarlet Witch 2015–2017 tiết lộ cha mẹ nuôi của Wanda và Pietro là Django và Marya Maximoff về mặt sinh học là dì và chú của họ. Mẹ ruột của họ được xác nhận là Natalya Maximoff, Scarlet Witch trước đây, một phù thủy có cha là Scarlet Warlock.
Cùng với việc đóng vai chính trong hai loạt phim giới hạn cùng tên của chính cô ấy, nhân vật này còn xuất hiện trong một số bộ phim liên quan đến Marvel, loạt phim truyền hình, trò chơi điện tử và hàng hóa. Elizabeth Olsen đóng vai Wanda Maximoff trong các phim của Vũ trụ Điện ảnh Marvel Captain America: The Winter Soldier (2014), Avengers: Age of Ultron (2015), Captain America: Civil War (2016), Avengers: Infinity War (2018), Avengers: Endgame (2019), và Doctor Strange in the Multiverse of Madness (2022), và phim truyền hình WandaVision (2021).

## Lịch sử xuất bản

### Tuổi thơ bất hạnh
Scarlet Witch - Wanda Maximoff là chị song sinh（Scarlet Witch ra đời trước Quicksilver 30 giây） với Quicksilver (Pietro Maximoff); cặp song sinh con của Magneto và vợ sau là Magda. Do cả cha mẹ cô đều là người Do thái nên cô cũng là người mang gốc Do thái. Magda rời bỏ Magneto trước khi biết mình đã mang thai vì sợ sự khủng bố của Mag sẽ ảnh hưởng lên 2 đứa con. Cặp song sinh ra đời ở Mt. Wundagore của Transia, nhà ngục của vị thần Elder God Chthon. Sức mạnh còn sót lại từ Chthon chuyển sang Wanda, làm cô ấy có thể sử dụng phép thuật, cộng thêm năng lực đột biến sau này của cô ấy (thật ra Chthon chẳng tốt lành gì đâu. Hắn muốn mượn Wanda để phục vụ cho cho mục đích riêng). Magda vẫn sống sau khi sinh con nhưng khi trốn ở High Evolutionary, bà ấy sợ Magneto sẽ tìm đến buộc bà trao bọn trẻ cho ông ta và thay vì trốn chạy bà ta lại tự sát bằng cách đi vào vùng giá lạnh hiu.
Buồn thay, những hi sinh của Magda hoàn toàn vô nghĩa khi lần lượt cả Quicksilver và Scarlet Witch đều gia nhập Brotherhood of Evil Mutants. Tuy Magneto là thủ lĩnh của hội, nhưng 3 cha con chưa một lần nhận mặt nhau.

### Gia nhập Avengers và trở thành một anh hùng
Wanda và Pietro đã sớm từ bỏ hội khi Magneto bị Stranger giam giữ, và tham gia vào nhóm Avengers. Do sự vắng mặt của các thành viên, Steve Roger đã tập hợp nhóm mới bao gồm Captain America, Quicksilver, Scarlet Witch và Hawkeye. Wanda đã cố gắng tập luyện và trở nên trưởng thành hơn mạnh hơn mỗi ngày để thoát khỏi sự kiểm soát của Cthon.
Wanda đã yêu 1 cỗ máy tên Vision, một cỗ máy tạo ra bởi Ultron nhưng phản hắn và giúp đỡ các Avenger. Và họ thậm chí đã làm đám cưới với nhau. Nhưng Wanda lại không thể có con do sự can thiệp của phù thủy Immortus. Immortus can thiệp vì nếu Wanda có con, chúng sẽ đe dọa đến sự tồn vong của vũ trụ. Wanda đã tự tạo ra hai đứa con cho mình nhờ ma thuật, Tommy và Billy nhưng chúng lại bị Mephisto hấp thụ. Wanda đã suy sụp rất nhiều sau sự kiện đó và cũng dần trở nên lạnh nhạt hơn với Vision.
Khi đang làm Avenger, Wanda cũng đem lòng yêu Wonder Man và bắt đầu luyện tập về Chaos Magic, một nguồn ma thuật cực mạnh cho phép cô có khả năng thay đổi hiện thực cực kỳ bá đạo, nhưng cô lại bị mất kiểm soát nó và bắt đầu tấn công mọi người, giết một số Avengers và làm bị thương một vài người khác. Khi cả nhóm Avenger đang thất thủ thì Doctor Strange xuất hiện, nhưng thậm chí Dr. Strange cũng không cầm cự nổi mà bắt buộc phải dùng con mắt của Agamotto để dừng Wanda lại, khi đó, Magneto xuất hiện, và mang cô con gái ruột đến cho Xavier chữa trị.

### House Of M (ngày tàn của mutant)
Đáng buồn là Xavier lại từ chối chữa trị cho Wanda, và ngăn chặn cô ta hồi sinh Vision. Giam Wanda ở một nơi, ông đã triệu tập cả Avengers và X-men để bàn về việc có nên giết Wanda hay không. Quicksilver đã choáng váng vì việc này nên đi tìm Wanda để nói cho chị của mình biết. Và Wanda đã dùng năng lực thay đổi hiện thực của mình và biến thế giới thành House of M, nơi con người chỉ là thiểu số và mutant là đa số. Wanda đã tạo ra một thân thể con người cho mình để hòa nhập và trở thành một cô gái trông trẻ.
- Một dị nhân trẻ tuổi tên Layla Miller đã dùng năng lực của mình hồi phục trí nhớ của khá nhiều anh hùng khác nhau. Khi đó chỉ có Wolverine (cảm nhận được cái gì đó khác lạ) và King Thor, nhưng Thor lại không can thiệp mà ngồi nhếch mép cười ở Asgard.

Wolverine, Hawkeye và các anh hùng đã tập trung tấn công vào nơi Magneto ở vì họ nghĩ Magneto là kẻ chủ mưu. Trong trận đánh thì Layla đã phục hồi trí nhớ của Mag và Wanda đã thú thật với Strange rằng chính Quicksilver mới là kẻ chủ mưu.
Tức giận, Magneto đã tìm đến chỗ Quick và trong cơn giận của ông, ông đã giết Quicksilver.
Wanda phục sinh lại Quicksilver, và nói với Magneto rằng cô và Pietro lúc nào cũng chỉ muốn ông vui vẻ, nhưng ông lại chọn Mutant thay vì con đẻ của mình. Khi đó, Wanda đã nói với Xavier đúng 3 từ "No more mutants", Wanda đưa trái đất về lại với trạng thái ban đầu nhưng cũng với 3 từ đó, hơn 90% Mutant trên Trái Đất biến mất. Những người Mutant sống sót gọi đó là ngày đen tối nhất trong lịch sử Mutant.

### Hậu House of M
Hawkeye sau khi được hồi sinh đã tìm thấy Wanda ở một thị trấn nhỏ gần núi Wundagore, nơi anh ta cứu Wanda khỏi 1 kẻ trộm. Lúc này, Wanda đang sống ở thành phố này với dì Agatha (là sư phụ đã dạy Wanda ma thuật). Cô ấy bị mất năng lực và tin rằng sẽ sống cuộc sống bình thường ở đây nhưng không nhận ra Hawkeye, cũng như các sự kiện hồi cô ấy tham gia cùng nhóm Avengers.

### The Children Crusade
Do mất trí nhớ, Wanda đã kết hôn với Dr. Doom, nhưng một đứa trẻ tên Billy đã kể cho cô ta nghe về cô ta là ai, đã làm những gì, về 2 đứa con đã mất của cô và nói rằng anh và Tommy đã được phục sinh.
Câu chuyện bị ngừng lại khi các Avenger đã tập hợp lại để tấn công và tiêu diệt Wanda và Doom. Khi Wolverine suýt giết Wanda, Iron Man đã đưa tất cả (Wanda và nhóm Young Avengers) đến 1 nơi riêng. Khi đó, Wanda từ từ nhận ra mình là ai, thu hồi lại năng lực của mình.
Doom sau đó ăn cắp năng lực của Wanda và biến mình trở thành một đấng toàn năng, nhưng khi đánh nhau với Avengers và X-men thì Doom bị quá tải và nhanh chóng bị đánh bại. Nhóm X-men chấp nhận tha thứ cho Wanda, Magneto và Quicksilver đã giang tay đón Wanda như 1 gia đình. Captain đề nghị cô về lại với Avenger nhưng cô từ chối, nói rằng mình cần một thời gian yên tĩnh.

### Avengers vs X-men
Wanda đóng vai chính trong sự kiện AvX, sau khi đánh bại cả M.O.D.O.K và A.I.M với sự trợ giúp của Captain Marvel và Spider Woman. Cô trở về với Avengers nhưng không được Vision chào đón, vào ban đêm cô thường thấy viễn cảnh Phoenix sẽ đến Trái Đất, và các Avengers sẽ bị tiêu diệt.
Tin rằng vật chủ của Phoenix (tức Hope Summer) chính là chìa khóa để đánh bại Ngũ Phượng Hoàng, Avengers tổng tiến công vào Utopia và cố gắng thuyết phục Hope đi theo Avengers. Wanda góp công lớn trong việc chặn đứng Cyclop và cứu Avenger. Cyclop thề anh sẽ ko chấp nhận hành động của Avenger.
Sau nhiều trận đánh của Phoenix Five và Avengers, Wanda đã đánh thắng Magik, cô bắt đầu luyện tập cho Hope với sự giúp đỡ của Spider-Man ở Wakanda (quê của Black Panther). Nhóm Phoenix Five bắt đầu bắn phá mọi nơi trên Trái Đất với mục tiêu lấy lại Hope. Wanda đã tạo ra hàng trăm nhân bản của mình xuất hiện trên mọi chiến trường, trong khi Iron Fist và Wolverine bảo vệ Hope đến Ku' Lun, Narmor nghĩ rằng đó chỉ là ảo ảnh và bắt đầu tấn công vào nhân bản của cô, nhưng xui cho Narmor là tất cả đều là người thật, và Narmor đã bị Wanda và Avengers đánh hội đồng đến suýt chết.
Khi Cyclop nhận ra Hope ở đâu, anh đến đó nhưng Hope đã dùng năng lực Wanda và Shao Lao để đưa Cyclop đến mặt trăng. Lúc Wanda và Hope đang nói chuyện thì Avengers đã nhận ra rằng Cyclop đã trở thành vật chủ của Phoenix, và biến thành Dark Phoenix khi giết giáo sư X.
Wanda và Hope đã chung tay đánh bại Cyclop, Phoenix đã trở về với Hope. Nhưng Wanda cùng Hope đã trả Phoenix trở về với vũ trụ, khi Hope dùng Phoenix tái sinh lại chủng tộc Mutant và phục sinh lại Trái đất.

## Siêu năng lực
Khi Scarlet Witch lần đầu tiên được tạo ra bởi Lee và Kirby, khả năng chính của cô là một "sức mạnh ma thuật" được xác định một cách mơ hồ có thể gây ra những điều ngẫu nhiên và khó có thể ảnh hưởng đến kẻ thù hoặc các mục tiêu khác của cô, thường ở dạng "xui xẻo". Tuy nhiên, những tác động này có thể không thể đoán trước và do đó không phải lúc nào cũng hữu ích đối với Wanda. Bản chất mơ hồ và khó đoán của sức mạnh của cô ấy có nghĩa là Wanda có thể sử dụng khả năng của mình theo nhiều cách khác nhau để giúp ích cho cốt truyện nhưng cũng có nghĩa là cô ấy không thể dễ dàng giải quyết mọi vấn đề của mình.
Mặc dù tên của nhân vật, sức mạnh của Scarlet Witch không đến từ phù thủy hay ma thuật mà là từ một dị nhân có thể ảnh hưởng đến xác suất. Những câu chuyện sau đó giúp cô tăng khả năng kiểm soát, cho phép cô giải phóng các "tia lục giác" có mục tiêu có thể khiến vũ khí của kẻ thù phản tác dụng, khả năng của chúng bị hỏng hoặc khu vực xung quanh chúng bị thiệt hại đột ngột và mất ổn định. Cuối cùng, cô cũng trở nên thành thạo trong việc sử dụng các vụ nổ năng lượng có thể trực tiếp làm choáng đối thủ. Sau đó, cô nhận ra lục giác của mình là cách sử dụng cơ bản nhất của ma thuật hỗn loạn.
Biên kịch Steve Englehart quyết định nhân vật này có thể trở nên mạnh mẽ và đáng gờm hơn bằng cách sống đúng với tên tuổi của cô. Những câu chuyện của ông tiết lộ rằng Wanda có một tài năng ma thuật mạnh mẽ, có thể là do con quỷ Chthon ban cho cô tài năng ma thuật tiềm ẩn khi còn nhỏ. Dưới sự chỉ đạo của Englehart, Wanda nghiên cứu cách đúc bùa chú và điều khiển các lực lượng phép thuật dưới sự giám hộ của Agatha Harkness . Cùng với việc tăng khả năng kiểm soát các hiệu ứng của phép thuật, điều này cho phép cô ấy phản đòn, làm chệch hướng và chặn nhiều đòn tấn công phép thuật.
Nhà văn Kurt Busiekxác định lại sức mạnh của Scarlet Witch, giải thích rằng giống như Magneto, khả năng đột biến của cô cho phép cô khai thác và điều khiển một dạng năng lượng cụ thể. Busiek cho rằng Wanda ban đầu có thể đã phát triển khả năng tiếp cận năng lượng liên quan đến phổ điện từ nếu cô ấy bị bỏ lại một mình, nhưng sự can thiệp của Chthon ngay sau khi cô sinh ra đã ảnh hưởng đến di truyền của cô để khai thác năng lượng ma thuật. Busiek miêu tả phù thủy Morgan le Fey nhận xét rằng mặc dù Wanda không thể tự mình biến đổi hoàn toàn thời gian và không gian (không phải vì từ bỏ tình trạng mối quan hệ của mình), khả năng thay đổi xác suất cùng với tài năng ma thuật của cô ấy có nghĩa là những người khác có thể sử dụng cô ấy như một vật dẫn đường cho nhiều năng lượng mạnh mẽ cùng một lúc, và do đó cô ấy có thể trở thành một công cụ được sử dụng để làm cong thực tế. Sau cuộc gặp gỡ với Morgan, Wanda biết được khả năng hex của cô là một biểu hiện của phép thuật hỗn loạn , cùng một phép thuật mà Chthon đã sử dụng.  Bằng cách tin tưởng vào bản thân nhiều hơn, Wanda đã học được cách trực tiếp khai thác ma thuật hỗn loạn để tăng sức mạnh và đạt được nhiều hiệu ứng, khiến cô trở thành một trong những người sử dụng ma thuật mạnh nhất Trái đất.  Cô cũng nhận ra mình có thể điều khiển các dạng năng lượng khác (mặc dù điều này đòi hỏi sự tập trung và sức mạnh lớn hơn).  Trong quá trình chạy của Busiek, cũng như lần điều hành tiếp theo của Geoff Johns, cô ấy được chứng minh là có khả năng sử dụng phép thuật quy mô lớn với đủ tập trung và thời gian để hướng chúng đến một mục tiêu cụ thể, bao gồm cả việc tạo ra một cơn bão. Phép thuật hỗn loạn mới của Wanda cho phép cô thu thập các năng lượng ion gần như bất tử của Wonder Man và tái tạo chúng, cho phép anh ta tồn tại tạm thời dưới dạng năng lượng và sau đó đưa anh ta trở lại cuộc sống như một thể xác (mặc dù Wanda đã không thể hồi sinh người bình thường không phải là dạng sống dựa trên năng lượng).  Loạt phim Avengers vs X-Men xác nhận Wanda hiện chủ yếu dựa vào phép thuật hỗn loạn.
Một câu chuyện Avengers Uncanny năm 2015 tiết lộ Wanda không bao giờ là một dị nhân, bất chấp giả thiết của những người khác và những thử nghiệm khoa học nhất định đã chỉ ra. Những đặc điểm siêu phàm của cô và Quicksilver, những gen cho phép cô tiếp cận trực tiếp với các nguồn năng lượng phép thuật, là kết quả của thí nghiệm Tiến hóa cao đối với họ khi còn là trẻ sơ sinh. Điều này phù hợp với lời giải thích của Busiek về sức mạnh của cô ấy, chỉ có phân loại "dị nhân" được thay đổi.
Trong bộ truyện tranh Scarlet Witch 2016–2017 , người ta khẳng định rằng Wanda luôn được sinh ra với khả năng sử dụng phép thuật phù thủy, một đặc điểm mà cô thừa hưởng từ các thành viên khác trong gia đình mình. Việc giả mạo di truyền của High Evolution đã cho phép tiếp cận trực tiếp và nhiều hơn với các năng lượng ma thuật, khiến cô ấy trở nên mạnh mẽ hơn những gì cô ấy có thể có, nhưng không chỉ chịu trách nhiệm về khả năng phép thuật của cô ấy.

### Bẻ cong thực tại
Trong nhiều trường hợp, Wanda tạm thời có sức mạnh để thay đổi và thay đổi thực tế. Mỗi lần như vậy sau đó đều được ghi cho một người khác hoặc thế lực bên ngoài tạm thời cấp cho cô thêm sức mạnh.
Khi cô tạm thời được liên kết với các nguồn năng lượng ma thuật xung quanh thị trấn New Salem, một cộng đồng người sử dụng ma thuật, Wanda dường như đã sử dụng năng lượng đó để khiến bản thân mang thai. Sau này, trong các câu chuyện về Avengers West Coast của John Byrne, Wanda được cho là có thể tạo ra những ảo ảnh giống như thật nếu mong muốn của cô đủ lớn. Sau đó, cô ấy trở nên đủ mạnh để giữ nhiều Avengers bị tê liệt do sức mạnh của ý chí. Các nhà biên kịch Roy và Dann Thomas đã tiết lộ sự gia tăng sức mạnh này và khả năng tạo ảo ảnh đều là do Wanda có tư cách là một nexus, một người có ảnh hưởng lớn đến thực tế xung quanh cô và hoạt động như một điểm neo giữa các dòng thời gian. Nhân vật phản diện Immortus đã thao túng Wanda, gây ra sự thay đổi tính cách và rút ra nguồn năng lượng từ mối quan hệ của cô ấy để tăng sức mạnh tổng thể của cô ấy. Thay vì được Immortus sử dụng như một công cụ, Wanda đã giải phóng hoàn toàn nguồn năng lượng nexus của mình, từ bỏ khả năng ảnh hưởng đến thực tế nhiều hơn những người khác. Điều này đã khôi phục lại tâm trí của cô và ký ức về những đứa con đã mất của cô, nhưng cũng dẫn đến việc cô tạm thời mất đi sức mạnh ma thuật. Họ quay trở lại vài tuần sau đó, mặc dù yếu hơn và không đáng tin cậy. Wanda cần thời gian và sự huấn luyện để lấy lại mức sức mạnh trước đây của mình.
Khi phù thủy Morgan le Fey sử dụng Wanda làm ống dẫn các nguồn năng lượng ma thuật khác nhau, điều này đã khuếch đại khả năng của Wanda.  Morgan le Fey sau đó đã sử dụng cô ấy để làm cong thời gian và không gian, thay đổi Trái đất thành một bối cảnh thời trung cổ hơn và thuyết phục các Avengers hành động như những người hầu và binh lính trung thành của cô ấy.  Khi cuộc phiêu lưu kết thúc, khả năng làm cong thời gian và tâm trí của Wanda biến mất, nhưng giờ cô có khả năng mạnh mẽ hơn để tự mình tiếp cận năng lượng phép thuật.
Biên kịch Brian Michael Bendis xác định lại khả năng của Wanda trong Avengers Disassembled. Câu chuyện nói rằng ma thuật hỗn loạn không tồn tại (trái ngược với những câu chuyện Marvel trước đó với Tiến sĩ Strange) và không phải là nguồn năng lượng được sử dụng để đạt được sức mạnh lớn hơn. Bendis đã viết rằng sức mạnh đột biến thực sự của Wanda là để làm cong thực tế, cũng như ảnh hưởng đến tâm trí. Trong House of M , sức mạnh mới này đủ để thay đổi lịch sử thông qua sức mạnh của ý chí, tạo ra một dòng thời gian mới. Loạt phim nhỏ sau đó là Avengers: The Children's Crusade đã khôi phục sức mạnh của Wanda như trước khi Avengers Disassembled, một lần nữa xác định cô là người có gen cho phép cô trực tiếp khai thác các lĩnh vực ma thuật, bao gồm cả ma thuật hỗn loạn. Hành động của cô ấy trong Avengers Disassembled và House of M được giải thích là sự gia tăng sức mạnh tạm thời do một thực thể ma thuật liên kết với cô ấy, tương tự như những vật sở hữu trước đó của cô ấy bởi Chthon và Immortus, và thời gian cô ấy là công cụ của Morgan le Fey.

## Đón nhận
Mặc dù các hóa thân sau này mang âm hưởng nữ quyền, nhân vật Scarlet Witch không được hình thành với ý tưởng trao quyền cho phụ nữ. Khi ra mắt vào những năm 1960, độc giả của truyện tranh siêu anh hùng được cho là chủ yếu là nam giới, và Scarlet Witch ban đầu được một số người hâm mộ và các nhà sáng tạo Marvel xem như một nhân vật nữ có sức mạnh thụ động, được sử dụng chủ yếu cho các âm mưu quan hệ giữa các cá nhân, có lẽ để thu hút độc giả nữ, những người được cho là thích truyện tranh lãng mạn. Nhà văn của Avengers, Roy Thomas thậm chí còn tạo ra một nhóm nữ siêu anh hùng, Những người giải phóng quý bà, để chế nhạo nữ quyền Làn sóng thứ hai. Đội được thành lập bởi Amora the Enchantress người sử dụng phép thuật của mình để ảnh hưởng đến các thành viên nữ của Avengers quay sang chống lại các đồng đội nam của họ. Wanda nhận ra sự thật và chống lại phép thuật của Amora, sau đó đánh bại cô ta một mình. Cảnh cuối của câu chuyện mô tả cảnh Hank Pym cảnh báo rằng "thói trăng hoa của phụ nữ" là một nguyên nhân nực cười, nhưng Wanda trả lời rằng nếu nạn phân biệt giới tính tiếp tục thì Lady Liberator có thể trỗi dậy trở lại. Mặc dù câu chuyện chế nhạo nữ quyền, cảnh cuối cùng này hiện được coi là một ví dụ ban đầu về việc Wanda là một nhân vật nữ quyền tích cực.
Vào những năm 1970, nhà văn Steve Englehart muốn biến Wanda thành một nhân vật quyết đoán và chủ động hơn, người theo đuổi các mục tiêu và mong muốn cá nhân của mình. Trong những năm 1980, loạt phim giới hạn The Vision and the Scarlet Witch đầu tiên và thứ hai đều nhấn mạnh Wanda là một phụ nữ trân trọng thời gian của mình với Avengers nhưng cũng muốn có cuộc sống và chương trình làm việc của riêng mình độc lập với nhóm, mua một ngôi nhà với Vision để họ có thể có mối quan hệ và thậm chí là một gia đình hoàn toàn là của riêng họ . Englehart, người rất thích cuộc hôn nhân của Wanda và Vision và tạo ra những đứa con của họ là Thomas và William, đã than thở rằng những câu chuyện sau đó đã hủy bỏ cuộc hôn nhân, chấm dứt mối quan hệ, loại bỏ những đứa trẻ và liên tục đặt Wanda vào vị trí mà cô ấy tạm thời trở nên xấu xa do tổn thương tình cảm và sự thao túng của người khác.
Toonopedia của Don Markstein khẳng định: "Scarlet Witch là duy nhất trong số các siêu anh hùng, và không chỉ vì cô ấy là người duy nhất đeo bông lau. Siêu sức mạnh của cô ấy không giống bất kỳ ai khác - cô ấy có thể thay đổi xác suất để gây ra rủi ro cho kẻ thù của mình."
Scarlet Witch là nhân vật nữ xếp hạng cao thứ hai (ở vị trí thứ 12) trong danh sách "50 Avengers hàng đầu" của IGN, [  và được xếp hạng 97 trong "danh sách 200 nhân vật truyện tranh vĩ đại nhất mọi thời đại" của Wizard. Cô đứng thứ 14 trong danh sách "100 phụ nữ gợi cảm nhất trong truyện tranh" của Comics Buyer's Guide.

## Trên các phương tiện truyền thông khác

### Truyền hình
- Scarlet Witch xuất hiện trong phân đoạn "Captain America" của loạt phim hoạt hình The Marvel Super Heroes, do Peg Dixon lồng tiếng.
- Scarlet Witch xuất hiện trong tập phim hoạt hình X-Men "Family Ties", do Susan Roman lồng tiếng .
- Scarlet Witch xuất hiện trong loạt phim hoạt hình Người sắt năm 1994, được lồng tiếng bởi Katherine Moffat trong phần đầu tiên và Jennifer Darling trong phần hai.  Phiên bản này là một thành viên của Force Works.
- Scarlet Witch xuất hiện trong loạt phim hoạt hình The Avengers: United They Stand ,  do Stavroula Logothettis lồng tiếng.  Phiên bản này là một thành viên của Avengers .
- Wanda xuất hiện trong loạt phim hoạt hình X-Men: Evolution do Kelly Sheridan lồng tiếng. Thiết kế của phiên bản này bị ảnh hưởng bởi thời trang goth. Được giới thiệu trong phần hai, cô tham gia Brotherhood of Bayville trước khi cuối cùng đào tẩu sang X-Men trong phần cuối của loạt phim.
- Scarlet Witch xuất hiện trong loạt phim hoạt hình The Super Hero Squad Show, do Tara Strong lồng tiếng. Được giới thiệu trong phần một tập "Hexed, Vexed và Perplexed", cô và anh trai Quicksilver được cha Magneto nuôi dưỡng để trở thành siêu nhân giống như anh ta. Tuy nhiên, Scarlet Witch và Quicksilver kết bạn với Falcon và quay lưng lại với cha của họ. Trong phần hai, Scarlet Witch gia nhập Biệt đội Siêu anh hùng.
  - Một phiên bản vũ trụ thay thế của Scarlet Witch người đã trở thành kẻ độc tài toàn cầu đã xuất hiện trong tập phim "Days, Nights và Weekends of Future Past!".
- Scarlet Witch xuất hiện trong loạt phim hoạt hình Wolverine and X-Men, do Kate Higgins lồng tiếng. Phiên bản này phục vụ Magneto như một thành viên của Acolytes của anh ta và phát triển mối quan tâm đến Nightcrawler.

### Phim
Marvel đã cấp phép quyền quay phim của X-Men và các khái niệm liên quan, chẳng hạn như dị nhân, cho 20th Century Fox, người đã tạo ra một loạt phim dựa trên nhượng quyền thương mại. Nhiều năm sau, Marvel bắt đầu nhượng quyền thương mại điện ảnh của riêng họ, được gọi là Vũ trụ Điện ảnh Marvel (MCU), tập trung vào các nhân vật mà họ chưa cấp phép cho các hãng phim khác. Cốt lõi chính của nhượng quyền thương mại này là Avengers, cả trong các bộ phim độc lập và bộ phim cùng tên thành công của nhóm. Quyền đối với Quicksilver và Scarlet Witch vào thời điểm đó đã bị tranh chấp bởi cả hai hãng phim. Khi cả hai đều nắm giữ quyền đối với các nhân vật, Fox trích dẫn tình trạng dị nhân của các nhân vật và là con của Magnetovà Marvel trích dẫn lịch sử biên tập của cặp song sinh gắn bó chặt chẽ với Avengers hơn là X-Men, các hãng phim đã đưa ra một thỏa thuận trong đó cả hai đều có thể sử dụng các nhân vật với điều kiện các âm mưu không liên quan đến tài sản của studio khác (tức là các bộ phim của Fox không thể đề cập đến cặp song sinh với tư cách là thành viên của Avengers trong khi MCU không thể đề cập đến họ là dị nhân hoặc con của Magneto). Thỏa thuận trở nên sôi nổi sau khi Disney - công ty mẹ của Marvel Studios mua lại 20th Century Fox và xác nhận rằng các bộ phim X-Men trong tương lai sẽ diễn ra trong MCU.
Bộ phim live-action của Fox năm 2014 X-Men: Days of Future Past cho thấy một thời gian ngắn Quicksilver ngồi với một cô gái nhỏ hơn anh vài tuổi. Một cảnh bị xóa ngụ ý rằng cô gái này là em gái của anh ta và đề cập đến một người chị em khác chưa được biết đến. Đạo diễn Bryan Singer phủ nhận cô gái được nhìn thấy trong phim là Wanda, nói rằng cô ấy là một nhân vật em gái không tên, được tạo ra để trở thành một cái gật đầu cho những người hâm mộ truyện tranh. Ngoài ra, bộ phim có nhận xét Quicksilver rằng cha của anh ta có khả năng từ tính, nhưng không xác nhận rằng đây là Magneto hoặc làm rõ liệu các anh chị em khác của Quicksilver có cùng cha khác nhau hay không. Trong phần tiếp theo X-Men: Apocalypse, Quicksilver được xác nhận là con trai của Magneto và có một người chị cùng cha khác mẹ, Nina, người mà Magneto lớn lên ở châu Âu.

### Vũ trụ điện ảnh Marvel
Elizabeth Olsen đóng vai Wanda Maximoff / Scarlet Witch trong phim truyền hình live-action lấy bối cảnh trong Vũ trụ Điện ảnh Marvel (MCU). Mật danh "Scarlet Witch" không được sử dụng trong các lần xuất hiện đầu tiên của cô ấy ngoại trừ phần tín dụng đóng phim, mặc dù cả mật danh và trang phục truyện tranh của cô ấy sau đó đều được sử dụng trong loạt phim truyền hình WandaVision sau khi Disney mua lại Fox. Cả Olsen và Aaron Taylor-Johnson, người đóng vai Pietro Maximoff trong MCU, đã ký hợp đồng nhiều phim. Wanda xuất hiện lần đầu trong một cảnh mid-credit của bộ phim, Captain America: The Winter Soldier (2014), trước khi xuất hiện tiếp theo trong các phim Avengers: Age of Ultron (2015), Captain America: Civil War (2016), Avengers: Infinity War (2018) và Avengers: Endgame (2019). Vào tháng 9 năm 2018, có thông tin cho rằng Marvel Studios đang phát triển một số loạt phim giới hạn cho dịch vụ phát trực tuyến của Disney, Disney+, tập trung vào các nhân vật "cấp hai" từ các bộ phim MCU, những người chưa và không có khả năng đóng vai chính trong phim của họ; chẳng hạn như Wanda Maximoff, với Elizabeth Olsen dự kiến sẽ tiếp tục vai trò của cô vào thời điểm đó. Tiêu đề của chương trình này sau đó đã được công bố cùng năm với WandaVision. Miniseries có sự tham gia của Paul Bettany với vai diễn Vision và được công chiếu từ ngày 15 tháng 1 năm 2021. Wanda cũng sẽ xuất hiện trong bộ phim sắp tới Doctor Strange in the Multiverse of Madness (2022).

### Trò chơi điện tử
- Scarlet Witch xuất hiện như một bức tượng trong sân khấu của Thanos trong trò chơi Marvel Super Heroes năm 1995 .
- Scarlet Witch xuất hiện như một nhân vật điều khiển được trong trò chơi X-Men Legends II: Rise of Apocalypse năm 2005 do Jennifer Hale lồng tiếng. Cô và Quicksilver tham gia Brotherhood of Mutants để kiểm soát cha của họ là Magneto.
- Scarlet Witch xuất hiện với tư cách là một NPC trong Spider-Man: Battle for New York.
- Scarlet Witch xuất hiện như một nhân vật điều khiển được trong trò chơi năm 2010 Marvel Super Hero Squad: The Infinity Gauntlet , được lồng tiếng một lần nữa bởi Tara Strong .
- Scarlet Witch xuất hiện như một nhân vật điều khiển được trong Marvel Super Hero Squad Online.
- Scarlet Witch xuất hiện như một nhân vật điều khiển được trong trò chơi năm 2011 Marvel Super Hero Squad: Comic Combat, được lồng tiếng một lần nữa bởi Tara Strong.
- Scarlet Witch xuất hiện trong phần kết của Doctor Strange trong Ultimate Marvel vs. Capcom 3.
- Scarlet Witch xuất hiện dưới dạng một nhân vật điều khiển được trong trò chơi Facebook Marvel: Avengers Alliance.
- Scarlet Witch xuất hiện như một nhân vật điều khiển được trong trò chơi chiến đấu năm 2012 Marvel Avengers: Battle for Earth.
- Scarlet Witch xuất hiện như một nhân vật điều khiển được trong MMORPG Marvel Heroes , được lồng tiếng lại bởi Kate Higgins.
- Scarlet Witch xuất hiện như một nhân vật điều khiển được trong Marvel Avengers Alliance Tactics.
- Scarlet Witch xuất hiện như một nhân vật điều khiển được trong Marvel Puzzle Quest.
- Scarlet Witch xuất hiện như một nhân vật điều khiển được trong Marvel: Contest of Champions.
- Scarlet Witch xuất hiện dưới dạng một nhân vật điều khiển được trong trò chơi di động Marvel: Future Fight.
- Scarlet Witch xuất hiện như một nhân vật điều khiển được trong Lego Marvel's Avengers, do Elizabeth Olsen lồng tiếng.
- Scarlet Witch xuất hiện như một nhân vật điều khiển được trong Marvel Ultimate Alliance 3: The Black Order, được lồng tiếng lại bởi Kate Higgins.
- Scarlet Witch xuất hiện như một nhân vật có thể chơi được trong trò chơi MOBA 2019 MARVEL Super War.

### Khác
Scarlet Witch xuất hiện trong Got Milk? TV spot năm 1999 cùng với Avengers.